# 溫巴爾柯普夫爾山
47°04′14″N 12°14′55″E / 47.070520°N 12.248565°E

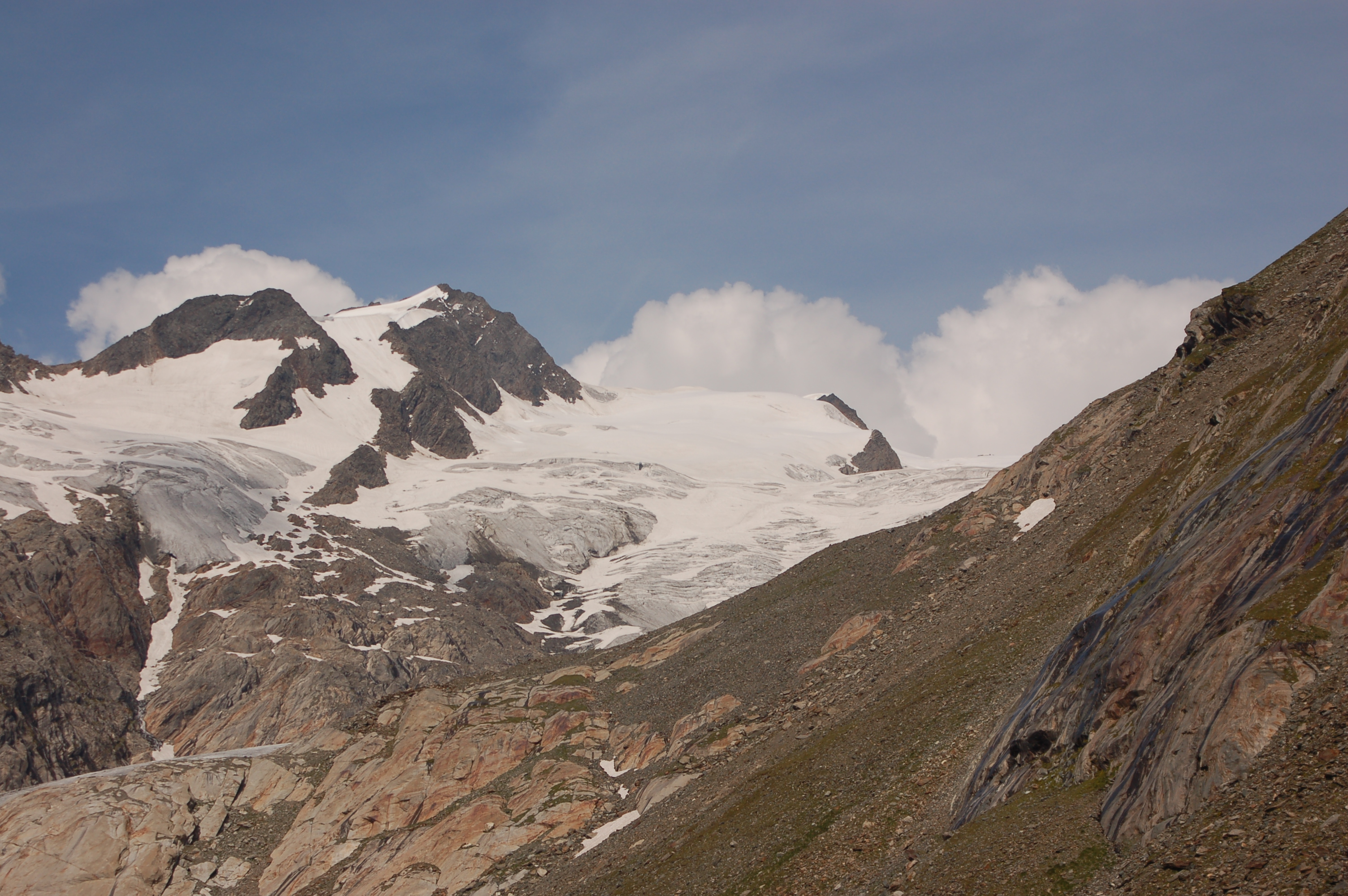

溫巴爾柯普夫爾山（德語：Umbalköpfl），是奧地利的山峰，位於該國西部，處於蒂羅爾州和薩爾茨堡州接壤的邊界，屬於維內迪傑山脈的一部分，海拔高度3,426米，每年平均降雨量1,971毫米。